# Port lotniczy Pekin
Port lotniczy Pekin (IATA: PEK, ICAO: ZBAA) – międzynarodowy port lotniczy położony 20 km na północny wschód od centrum Pekinu. Jest głównym portem przesiadkowym linii lotniczych Air China.
Stołeczny port lotniczy Pekin szybko stał się jednym z najbardziej ruchliwych lotnisk świata w ostatniej dekadzie. Stał się najbardziej ruchliwym portem lotniczym w Azji pod względem ruchu pasażerskiego i całkowitego natężenia ruchu w roku 2009. Beijing Capital International Airport jest 2. największym lotniskiem na świecie. Lotnisko zarejestrowało 488 495 operacji statków powietrznych (startów i lądowań), zajmuje 10 pozycję na świecie i jako jedyne lotnisko azjatyckie w top30. Pod względem ruchu towarowego, lotniska także notuje szybki wzrost. Do 2009 roku lotnisko stało się 14 najbardziej ruchliwym lotniskiem w przewozie towarów, notując 1 420 997 ton towarów.
Lotnisko jest głównym węzłem Air China, sztandarowego przewoźnika Chińskiej Republiki Ludowej, który oferuje połączenia do 120 miejsc (bez cargo) z Pekinu. Hainan i China Southern Airlines również używa tego portu lotniczego jako głównego węzła.

## Historia

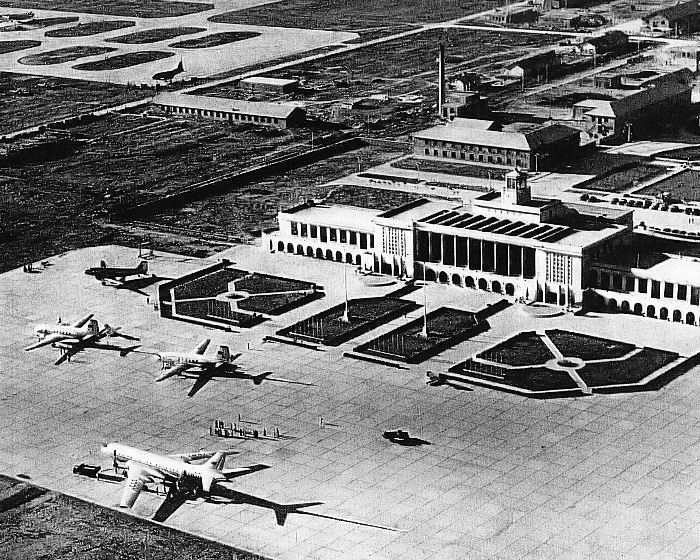
Port w 1959

Port lotniczy Pekin został otwarty w dniu 2 marca 1958 roku. Lotnisko składało się z małego budynku terminalu, który stoi do dziś, obecnie wykorzystany jest przez połączenia VIP i połączenia czarterowe. Z dniem 1 stycznia 1980 otwarto nowy większy terminal z pirsami dla 10-12 samolotów. Terminal był większy niż w 1950, ale w połowie lat 90 XX wieku, zbyt mały. Terminal został następnie zamknięty do remontu po otwarciu Terminalu 2.
Pod koniec 1999 roku z okazji 50. rocznicy powstania ChRL, lotnisko rozbudowano ponownie. Nowy terminal otwarty 1 listopada został nazwany Terminalem 2. 20 września 2004 odbyło się otwarcie nowego Terminalu 1 obsługującego kilka krajowych linii lotniczych i międzynarodowych połączeń China Southern Airlines. Inne krajowe i międzynarodowe linie lotnicze korzystają z Terminala 2.
29 października 2007 został otwarty trzeci pas startowy.
Kolejna rozbudowa została zakończona wraz z otwarciem Terminala 3 (T3) w lutym 2008 z okazji letnich igrzysk olimpijskich w Pekinie. Ten kolosalny rozwój obejmuje budowę trzeciego pasa startowego, drugiego terminalu oraz połączenia kolejowego z centrum miasta.

## Terminale

### Terminal 1
Terminal 1 posiadający 60 000 m² powierzchni, został otwarty z dniem 1 stycznia 1980 i zastąpił mały istniejący terminal który otwarto w latach 50. XX wieku. Terminal został zamknięty z powodu remontu od roku 1999 do 20 września 2004, w tym czasie wszystkie linie lotnicze były obsługiwane z Terminalu 2. Posiada 16 bramek, które obsługują połączenia krajowe China Southern Airlines i kilka innych linii lotniczych takich jak Chongqing Airlines i Xiamen Airlines, i był pierwotnie planowany do obsługi ruchu krajowego, z wyjątkiem tych do Hongkongu i Makau.

Plan lotniska

Wraz z otwarciem Terminalu 3, terminal był zamknięty w związku z wymianą światła, a 20 maja 2008 linie lotnicze zostały przeniesione do Terminalu 2. 27 czerwca 2008 stał się ponownie bazą operacyjną dla wszystkich lotów krajowych obsługiwanych przez HNA Group, w tym Hainan Airlines, Air China Grand, Deer Air Airlines i Tianjin Airlines, a loty międzynarodowe i te z Hongkongu, Makau, Tajwanu pozostały w Terminalu 2.

### Terminal 2

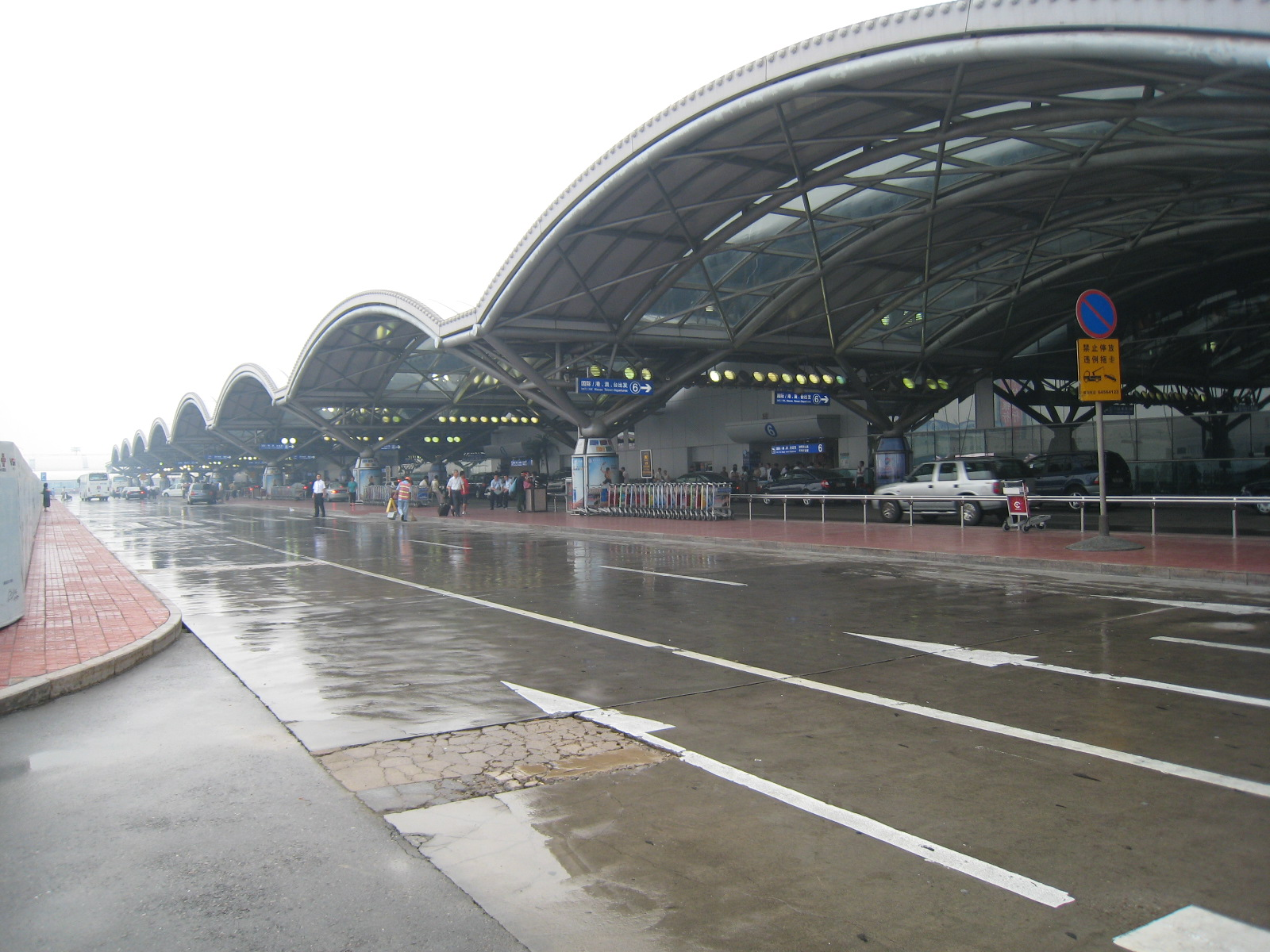
Terminal 2

Terminal 2 otwarto 1 listopada 1999 roku. Terminal ten był wykorzystywany w celu zastąpienia Terminal 1, kiedy ten był remontowany. Jest znacznie większy niż terminal 1, może obsługiwać 20 samolotów poprzez doki połączone z terminalem. Przed otwarciem Terminalu 3, wszystkie loty międzynarodowe (i większość lotów krajowych) było obsługiwanych w tym terminalu. Terminal obecnie mieści China Southern Airlines, China Eastern Airlines, SkyTeam i inne krajowe i międzynarodowe linie jak Air China, Shanghai Airlines, Star Alliance, członkowie sojuszu Oneworld korzystają z nowego Terminalu 3.

### Terminal 3

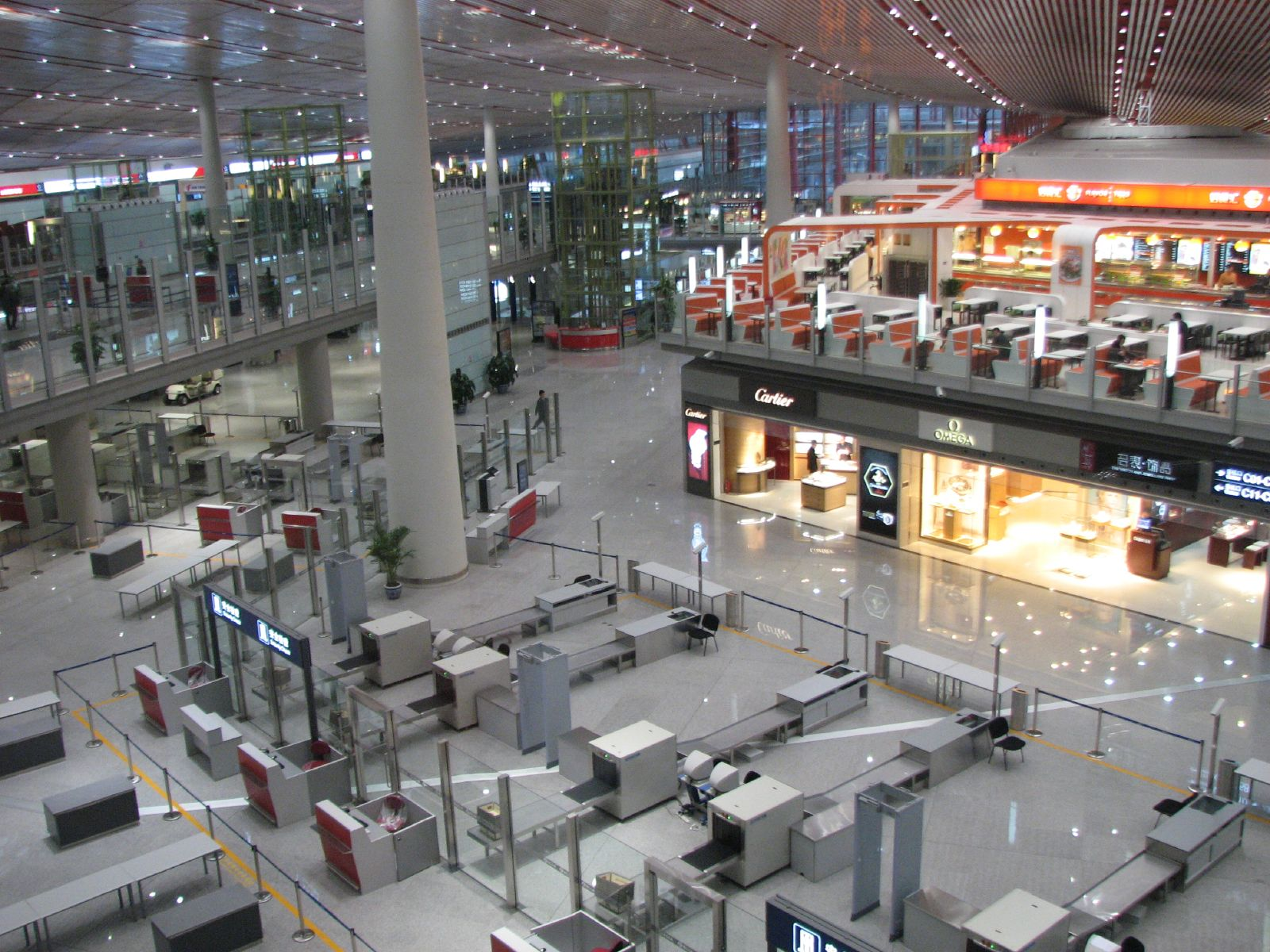
Hala Terminalu 3

Budowa terminalu 3 rozpoczęto 28 marca 2004 i został otwarty w dwóch etapach. Próbnie rozpoczął działalność 29 lutego 2008, kiedy siedem linii, a mianowicie British Airways, El Al Israel Airlines, Qantas, Qatar Airways, Shandong Airlines i Sichuan Airlines przeniesiono do terminalu. 20 innych linii lotniczych zostało przeniesionych do terminalu, kiedy oficjalnie otwarto terminal w dniu 26 marca 2008. Obecnie jest siedzibą Air China, Oneworld, Star Alliance oraz innych lotów krajowych i międzynarodowych.

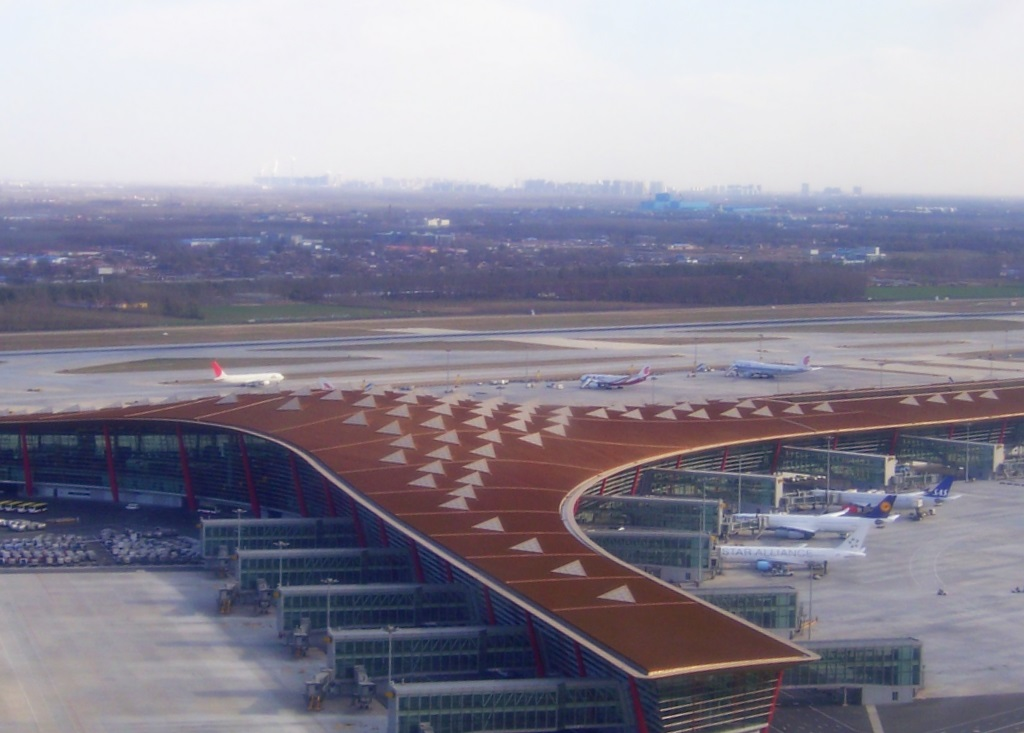
Terminal 3E

Został zaprojektowany przez konsorcjum NACO (Netherlands Airport Consultants B.V), Foster and Partners i ARUP. Oświetlenie zostało zaprojektowane przez Speirs and Major Associates. Budżet inwestycji wyniósł 3,5 mld USD. Jest to obecnie największy budynek terminalu na świecie oddany w jednym etapie z powierzchnią 986 000 metrów kwadratowych. Posiada on główny terminal pasażerski (Terminal 3C), dwa satelitarne pirsy (Terminal 3D i 3E) i pięć kondygnacji naziemnych i dwie podziemne. Nie użyto w nazewnictwie liter A i B, by uniknąć pomyłek z Terminalami 1 i 2. Terminal 3C jest przeznaczony do lotów krajowych, Terminal 3E lotów międzynarodowych, a Terminal 3D, zwany "Olympics Hall", był używany do lotów czarterowych w okresie Igrzysk Olimpijskich w Pekinie i będzie wykorzystywany przez loty międzynarodowe.

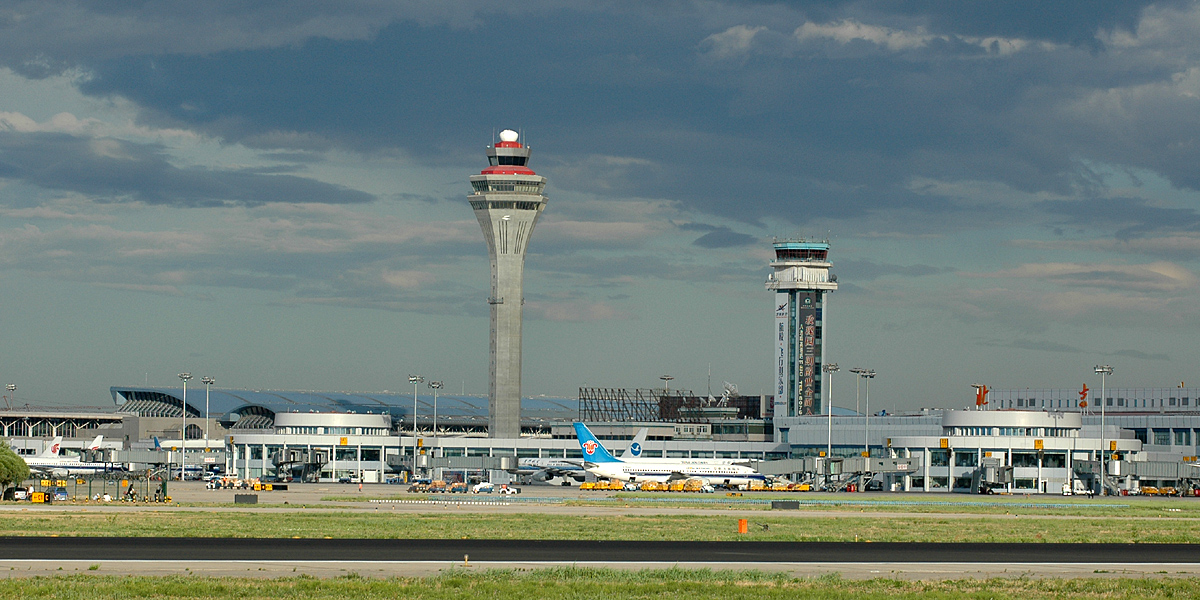
Wieża kontroli lotów

## Linie lotnicze i połączenia
Lotnisko obsługiwane jest przez 47 linii lotniczych, które oferują bezpośrednie połączenia do 207 portów lotniczych w 54 krajach Azji, Ameryki Północnej, Ameryki Południowej, Afryki i Europy i Oceanii:
| Linia lotnicza                  | Kierunek |
| ------------------------------- | --- |
| Air Algérie                     | 1. Algier |
| Air Astana                      | 1. Ałmaty |
| Air Canada                      | 1. Vancouver |
| Air China                       | 1. Aksu 2. Astana 3. Ateny 4. Auckland 5. Bangkok-Suvarnabhumi 6. Baotou 7. Barcelona 8. Beihai 9. Budapeszt 10. Pusan 11. Changchun 12. Changsha 13. Changzhi 14. Changzhou 15. Chengdu-Shuangliu 16. Chengdu-Tianfu 17. Chiang Mai 18. Czyta 19. Chongqing 20. Kopenhaga 21. Dali 22. Dalian 23. Dandong 24. Daqing 25. Dazhou 26. Dhaka 27. Dubaj 28. Frankfurt 29. Fukuoka 30. Fuyang 31. Fuyuan 32. Fuzhou 33. Genewa 34. Guangyuan 35. Guangzhou 36. Guilin 37. Guiyang 38. Haikou 39. Hailar 40. Hami 41. Hangzhou 42. Hanoi 43. Harbin 44. Hawana 45. Hefei 46. Hengyang 47. Hiroshima 48. Ho Chi Minh 49. Hohhot 50. Hongkong 51. Hotan 52. Huai’an 53. Huangshan 54. Huizhou 55. Islamabad 56. Stambuł 57. Dżakarta 58. Jeju 59. Jiamusi 60. Jiansanjiang 61. Jieyang 62. Jingdezhen 63. Jinggangshan 64. Jiuzhaigou 65. Johannesburg 66. Karaczi 67. Karamay 68. Kaszgar 69. Korla 70. Kuala Lumpur 71. Kunming 72. Lanzhou 73. Lhasa 74. Lianyungang 75. Lijiang 76. Linfen 77. Liuzhou 78. Londyn-Gatwick 79. Londyn-Heathrow 80. Los Angeles 81. Lüliang 82. Madryt 83. Manila 84. Manzhouli 85. Melbourne 86. Mianyang 87. Mediolan-Malpensa 88. Mińsk 89. Moskwa-Szeremietiewo 90. Mudanjiang 91. Monachium 92. Nagoja-Centrair 93. Naha 94. Nanchang 95. Nankin 96. Nanning 97. Nantong 98. Nowy Jork-JFK 99. Ningbo 100. Nyingchi 101. Ordos 102. Osaka-Kansai 103. Paryż-Charles de Gaulle 104. Phnom Penh 105. Phuket 106. Qingdao 107. Qiqihar 108. Quzhou 109. Rijad 110. Rzym-Fiumicino 111. San Francisco 112. Sanya 113. Sao Paulo-Guarulhos 114. Sapporo-Chitose 115. Sendai 116. Seul-Gimpo 117. Seul-Inczon 118. Szanghaj-Hongqiao 119. Szanghaj-Pudong 120. Shangrao 121. Shaoyang 122. Shenyang 123. Shenzhen 124. Shiyan 125. Singapur 126. Songyuan 127. Sztokholm-Arlanda 128. Sydney 129. Tajpej-Taoyuan 130. Taiyuan 131. Taizhou 132. Tokio-Haneda 133. Tokio-Narita 134. Tonghua 135. Tumxuk 136. Ułan Bator 137. Ulanhot 138. Urumczi 139. Vancouver 140. Wiedeń 141. Władywostok (od 31 marca 2025) 142. Warszawa-Okęcie 143. Waszyngton-Dulles 144. Weihai 145. Wenzhou 146. Wuhan 147. Xiamen 148. Xi'an 149. Xichang 150. Xilinhot 151. Xining 152. Yan'an 153. Yancheng 154. Rangun 155. Yangzhou 156. Yanji 157. Yantai 158. Yibin 159. Yichang 160. Yinchuan 161. Yining 162. Yiwu 163. Yuncheng 164. Zhangjiajie 165. Zhanjiang 166. Zhengzhou 167. Zhuhai 168. Zunyi |
| Air China Inner Mongolia        | 1. Bayannur 2. Ningbo 3. Tongliao 4. Weihai 5. Xiamen 6. Yinchuan |
| Air France                      | 1. Paryż-Charles de Gaulle |
| Air Koryo                       | 1. Pjongjang |
| Air Macau                       | 1. Makau |
| All Nippon Airways              | 1. Osaka-Kansai 2. Tokio-Haneda |
| Asiana Airlines                 | 1. Seul-Gimpo 2. Seul-Inczon |
| Azerbaijan Airlines             | 1. Baku |
| Cathay Pacific                  | 1. Hongkong |
| China Airlines                  | 1. Tajpej-Taoyuan |
| China Eastern Airlines          | 1. Szanghaj-Hongqiao |
| Dalian Airlines                 | 1. Dalian 2. Ganzhou 3. Ningbo 4. Xiamen 5. Xi'an |
| EgyptAir                        | 1. Kair |
| Emirates                        | 1. Dubaj |
| Ethiopian Airlines              | 1. Addis Abeba |
| EVA Air                         | 1. Tajpej-Taoyuan |
| Fuzhou Airlines                 | 1. Fuzhou |
| Grand China Air                 | 1. Guilin 2. Hailar 3. Harbin 4. Jiujiang 5. Manzhouli 6. Yinchuan 7. Yulin (Kuangsi) |
| Hainan Airlines                 | 1. Altay 2. Anqing 3. Bangkok-Suvarnabhumi 4. Belgrad 5. Berlin 6. Boston 7. Bruksela 8. Changsha 9. Chengdu-Shuangliu 10. Chongqing 11. Dalian 12. Dongying 13. Dublin 14. Fuzhou 15. Guangzhou 16. Guilin 17. Guiyang 18. Haikou 19. Hangzhou 20. Harbin 21. Huolingol 22. Irkuck 23. Jiamusi 24. Jixi 25. Kaszgar 26. Kunming 27. Langzhong 28. Lanzhou 29. Longnan 30. Manchester 31. Manzhouli 32. Meksyk 33. Moskwa-Szeremietiewo 34. Nanchang 35. Nanning 36. Osaka-Kansai 37. Oslo-Gardermoen (powrót od 22 marca 2025) 38. Phuket 39. Praga 40. Qianjiang 41. Qionghai 42. Sankt Petersburg 43. Sanya 44. Seattle-Tacoma 45. Szanghaj-Hongqiao 46. Szanghaj-Pudong 47. Shenzhen 48. Tajpej-Taoyuan 49. Tel Awiw (zawieszone) 50. Tijuana 51. Tokio-Haneda 52. Tokio-Narita 53. Toronto-Pearson 54. Urumczi 55. Władywostok 56. Wenzhou 57. Wuhai 58. Wuhan 59. Xiamen 60. Xi'an 61. Xishuangbanna 62. Yichang 63. Yinchuan 64. Yueyang 65. Yulin (Shaanxi) 66. Zhangye Sezonowo: 1. Edynburg |
| Hong Kong Airlines              | 1. Hongkong |
| Iraqi Airways                   | 1. Bagdad 2. Basra |
| Japan Airlines                  | 1. Tokio-Haneda |
| Jeju Air                        | 1. Jeju |
| KLM                             | 1. Amsterdam |
| Korean Air                      | 1. Pusan 2. Czedżu 3. Seul-Gimpo 4. Seul-Inczon |
| Kunming Airlines                | 1. Kunming |
| Loong Air                       | 1. Hangzhou |
| Lucky Air                       | 1. Kunming |
| Lufthansa                       | 1. Monachium |
| Mahan Air                       | 1. Teheran-Imam Khomeini |
| Maldivian                       | 1. Male |
| MIAT Mongolian Airlines         | 1. Ułan Bator |
| Pakistan International Airlines | 1. Islamabad |
| Philippine Airlines             | 1. Manila (powrót od 30 marca 2025) |
| Shandong Airlines               | 1. Fuzhou 2. Qingdao 3. Xiamen 4. Yantai 5. Zhuhai |
| Shenzhen Airlines               | 1. Chengdu-Tianfu 2. Guangzhou 3. Nanning 4. Nantong 5. Quanzhou 6. Shenzhen 7. Wuxi 8. Xiangyang 9. Yichun (Jiangxi) |
| Sichuan Airlines                | 1. Kair 2. Chengdu-Shuangliu 3. Chengdu-Tianfu 4. Chongqing 5. Kaszgar 6. Kunming 7. Mianyang 8. Sanya 9. Wanzhou 10. Wuyishan 11. Xichang 12. Xishuangbanna 13. Yibin 14. Zhongwei |
| Singapore Airlines              | 1. Singapur |
| Spring Airlines Japan           | 1. Tokio-Narita |
| SriLankan Airlines              | 1. Kolombo (powrót od 2 lipca 2025) |
| Thai Airways International      | 1. Bangkok-Suvarnabhumi |
| Tibet Airlines                  | 1. Chengdu-Shuangliu 2. Lhasa |
| Turkish Airlines                | 1. Stambuł |
| Turkmenistan Airlines           | 1. Aszchabad |
| United Airlines                 | 1. Los Angeles (od 1 maja 2025) 2. San Francisco |
| Uzbekistan Airways              | 1. Taszkent |
| Vietnam Airlines                | 1. Hanoi 2. Ho Chi Minh 3. Nha Trang |

### Cargo
| Linia Lotnicza                                 | Kierunek |
| ---------------------------------------------- | --- |
| AirBridgeCargo Airlines                        | 1. Moskwa-Szeremietiewo |
| Air China Cargo                                | 1. Amsterdam 2. Anchorage 3. Atlanta 4. Chicago-O’Hare 5. Frankfurt 6. Los Angeles 7. Monachium 8. Nankin 9. Nowy Jork-JFK 10. Paryż-Charles de Gaulle 11. Seul-Inczon 12. Szanghaj-Pudong 13. Tajpej-Taoyuan 14. Tokio-Narita |
| Air Koryo Cargo                                | 1. Pjongjang |
| Asiana Cargo                                   | 1. Seul-Inczon |
| Cargolux                                       | 1. Luksemburg |
| China Airlines Cargo                           | 1. Tajpej-Taoyuan |
| China Cargo Airlines                           | 1. Szanghaj-Pudong |
| China Postal Airlines                          | 1. Guangzhou 2. Hangzhou 3. Nankin 4. Seul-Inczon 5. Szanghaj-Pudong 6. Shenzhen |
| DHL Aviation (obsługiwane przez Air Hong Kong) | 1. Hongkong |
| Etihad Cargo                                   | 1. Abu Zabi 2. Ałmaty |
| EVA Air Cargo                                  | 1. Tajpej-Taoyuan |
| FedEx Express                                  | 1. Osaka-Kansai 2. Paryż-Charles de Gaulle 3. Seul-Inczon 4. Szanghaj-Pudong |
| Garuda Cargo                                   | 1. Dżakarta |
| Korean Air Cargo                               | 1. Seul-Inczon |
| Lufthansa Cargo                                | 1. Frankfurt |
| SF Airlines                                    | 1. Guangzhou 2. Hangzhou 3. Makau 4. Szanghaj-Pudong 5. Shenzhen 6. Wuxi |
| Singapore Airlines Cargo                       | 1. Singapur |
| Suparna Airlines Cargo                         | 1. Hangzhou 2. Szanghaj-Pudong 3. Shenzhen |

## Transport

### Kolej

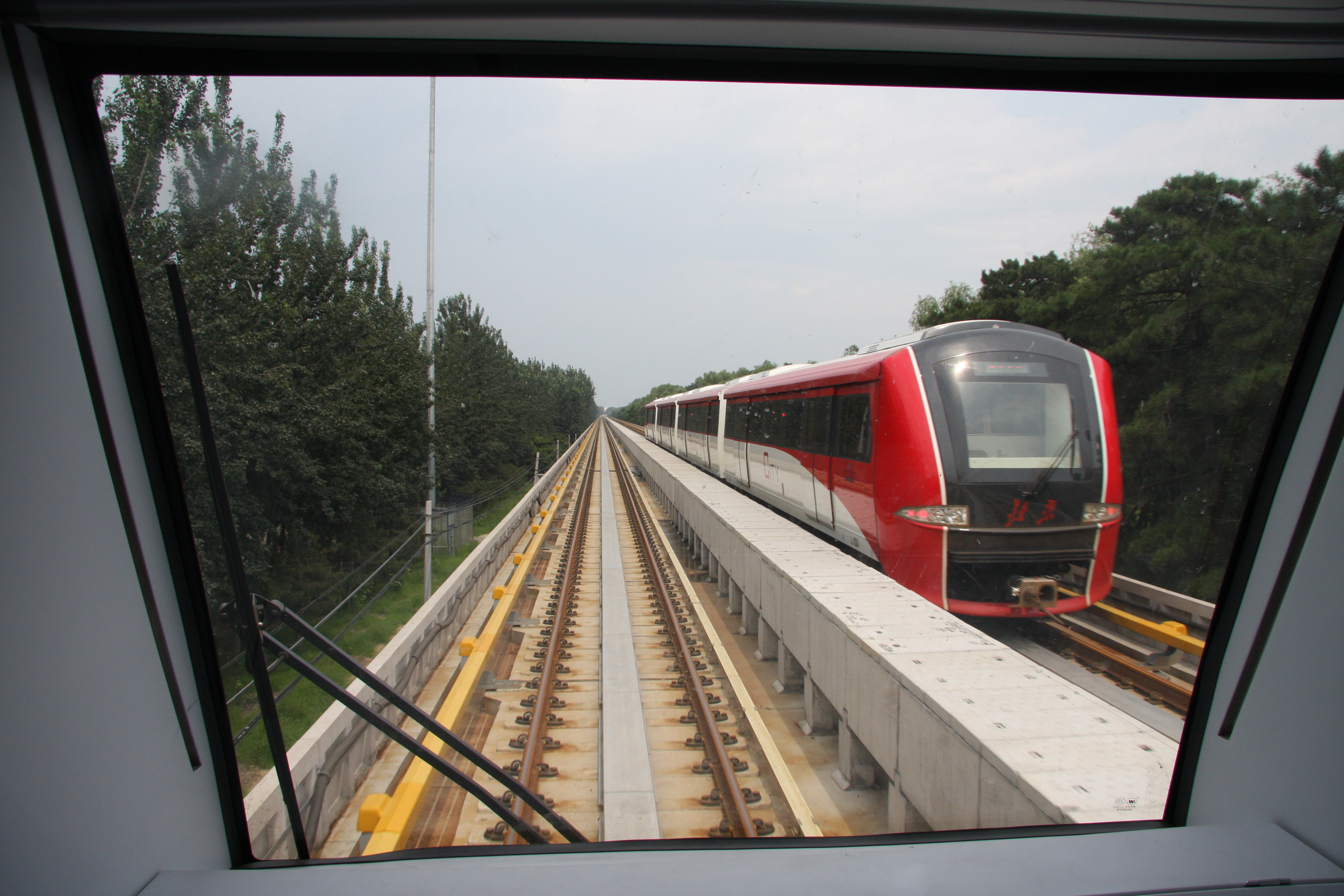
Pociąg Airport Express

Port lotniczy Pekin jest obsługiwany przez Airport Express, linię metra w Pekinie. 28,1 km linia biegnie od Terminala 3 do Terminala 2, a następnie do miasta z przystankami w Sanyuanqiao i Dongzhimen. Została otwarta 19 lipca 2008, w czasie Olimpiady w 2008 roku. Podróż w jedną stronę trwa około 16–20 minut.

### Autobus
Lotnisko oferuje sześć różnych tras autobusów do i z różnych punktów w Pekinie, w tym Xidan, Fangzhuang, dworzec kolejowy, Zhongguancun i Nanyuan. Ponadto lotnisko oferuje również połączenia autobusowe do Tiencin i Qinhuangdao.

### Samochód
Lotnisko jest dostępne przez cztery płatne autostrady. Dwie z nich łączą lotnisko z północno-wschodnimi częściami Pekinu. Pozostałe dwie łączą się z pobliskimi autostradami.
- Airport Expressway to dwudziestokilometrowa płatna droga, która biegnie od północno-wschodniej Trzeciej Obwodnicy w Sanyuanqiao bezpośrednio do terminali 1 i 2. Została zbudowana w latach 90. XX wieku i służył jako główne połączenie drogowe z miastem.
- 2nd Airport Expressway, otwarta w 2008, która biegnie na wschód od Yaojiayuan Lu do wschodniej Piątej Obwodnicy i następnie na północ do Terminalu 3; długość 15,6 km, płatna.
- Northern Airport Line, otwarta w 2006, która biegnie na wschód od Jingcheng Expressway do Terminali 1 i 2; długość 11,3 km, płatna.
- Southern Airport Line, otwarta w 2008, jest płatną autostrada, która biegnie równolegle i na południe od Northern Airport Line z Jingcheng Expressway do szóstej wschodniej obwodnicy w Litian Bridge. Ta autostrada przecina Airport Expressway i 2nd Airport Expressway, i pozwala dojechać do Terminala 3 oraz do Terminali 1 i 2.